# Nile Rodgers
Nile Gregory Rodgers Jr. (sinh ngày 19 tháng 9 năm 1952) là nghệ sĩ guitar, nhạc sĩ, nhà xuất thu âm người Mỹ. Ông là người đồng sáng lập ban nhạc Chic, trực tiếp sáng tác, hòa âm, chơi nhạc và sản xuất các sản phẩm của ban nhạc này, giúp họ bán hơn 500 triệu album cũng như 75 triệu đĩa đơn trên toàn thế giới. Rodgers từng 3 lần giành Giải Grammy, ngoài ra cũng được vinh danh tại Đại sảnh Danh vọng Rock and Roll và Đại sảnh Danh vọng Nhạc sĩ. Tạp chí Rolling Stone miêu tả về lối chơi guitar của ông vào năm 2014 "sự nghiệp của Nile Rodgers vẫn luôn khó để định nghĩa".
Chic được Rodgers thành lập cùng Bernard Edwards vào năm 1972 dưới tên Big Apple Band và họ cho phát hành album đầu tay cùng tên vào năm 1977 với 2 ca khúc nổi tiếng "Dance, Dance, Dance (Yowsah, Yowsah, Yowsah)" và "Everybody Dance". Album tiếp theo C'est Chic (1978) bán được hơn 7 triệu đĩa với các ca khúc "I Want Your Love" và "Le Freak". Họ phát hành Risqué (1979) với đĩa đơn quán quân "Good Times", được coi là một trong những giai điệu được biết tới nhiều nhất mọi thời đại, đặc biệt khi nhiều thành phần còn được sử dụng trong các bản hit "Rapper's Delight" của The Sugarhill Gang, "Another One Bites the Dust" của Queen và "Around the World" của Daft Punk.
Rodgers cùng Edwards còn cùng nhau sản xuất cho nhiều nghệ sĩ khác, có thể kể tới "He's the Greatest Dancer" và "We Are Family" của Sister Sledge hay "I'm Coming Out" và "Upside Down" của Diana Ross. Sau khi Chic tan rã vào năm 1983, ông tiếp tục thành công khi đưa "hơi thở" của disco và funk vào các sản phẩm nổi tiếng khác, như album Let's Dance của David Bowie, các ca khúc "Original Sin" của INXS, "The Reflex" và "Notorious" của Duran Duran, "Like a Virgin" của Madonna. Ông là nghệ sĩ cộng tác ưa thích của The B-52s, Jeff Beck, Mick Jagger, The Vaughan Brothers, Bryan Ferry, Christina Aguilera, Lady Gaga và đặc biệt là Daft Punk với giải Grammy cho "Album của năm" vào năm 2014 cho Random Access Memories.

## Danh sách đĩa nhạc

### Cùng Chic
- Chic (1977)
- C'est Chic (1978)
- Risqué (1979)
- Real People (1980)
- Take It Off (1981)
- Soup For One (soundtrack, Chic/nhiều nghệ sĩ) (1982)
- Tongue in Chic (1982)
- Believer (1983)
- Chic-Ism (1992)
- Live at the Budokan (1999)
- Nile Rodgers Presents The Chic Organization Up All Night (Greatest Hits) (Chic/nhiều nghệ sĩ) (2013)
- Nile Rodgers Presents The Chic Organization Up All Night (Greatest Hits Disco Edition) (Chic/nhiều nghệ sĩ, trực tiếp CHIC ft. Nile Rodgers) (2013)
- It's About Time (2016)

### Solo
- Adventures In The Land Of The Good Groove (1983)
- B-Movie Matinee (1985)
- Outloud (1987)
- Chic Freak and More Treats (1996)

### Nhà sản xuất
- Norma Jean, Norma Jean Wright (1978)
- We Are Family, Sister Sledge (1979)
- King of the World, Sheila B. Devotion (1980)
- Love Somebody Today, Sister Sledge (1980)
- diana, Diana Ross (1980)
- I Love My Lady, Johnny Mathis (1981) — chưa được phát hành
- Koo Koo, Debbie Harry (1981)
- unknown title, Fonzi Thornton (1982) — chưa được phát hành
- Let's Dance, David Bowie (1983)
- Situation X, Michael Gregory (1983)
- "Invitation To Dance", Kim Carnes (1983)
- Trash It Up, Southside Johnny & The Asbury Jukes (1983)
- Original Sin, INXS (1984)
- Like a Virgin, Madonna (1984)
- "The Reflex", "The Wild Boys", Duran Duran (1984)
- "Out Out'", Peter Gabriel (1984)
- Flash, Jeff Beck (1985)
- She's The Boss, Mick Jagger (1985)
- Here's to Future Days, Thompson Twins, (1985)
- Do You, Sheena Easton (1985)
- When The Boys Meet The Girls, Sister Sledge (1985)
- Home of the Brave, Laurie Anderson (1986)
- Notorious, Duran Duran (1986)
- Inside Story, Grace Jones (1986)
- Inside Out, Philip Bailey (1986)
- L Is For Lover, Al Jarreau (1986)
- "Help Me", Bryan Ferry (1986)
- "Moonlighting Theme", Al Jarreau (1987)
- "Route 66" [Nile Rodgers Mix], Depeche Mode (1987)
- Cosmic Thing, The B-52's (1989)
- Slam, Dan Reed Network (1989)
- Decade: Greatest Hits, Duran Duran (1989)
- So Happy, Eddie Murphy (1989)
- Workin' Overtime, Diana Ross (1989)
- Family Style, Vaughan Brothers (1990)
- Move To This, Cathy Dennis (1990)
- The Heat, Dan Reed Network (1991)
- Fireball Zone, Ric Ocasek (1991)
- "Real Cool World", David Bowie (1992)
- Good Stuff, The B-52's (1992)
- Black Tie White Noise, David Bowie (1993)
- Your Filthy Little Mouth, David Lee Roth (1994)
- Azabache, Marta Sánchez (1997)
- Us, Taja Sevelle (1997)
- Samantha Cole, Samantha Cole (1997)
- On And On, All-4-One (1998)
- Everything is Cool, SMAP (Nhật Bản) (1998)
- Su Theme Song, SMAP (Nhật Bản) (1998)
- Just Me, Tina Arena (2001)
- Dellali, Cheb Mami (2001)
- "We Are Family", Nile Rodgers All Stars (We Are Family Foundation) (2001)
- Only A Woman Like You, Michael Bolton	(2002)
- Shady Satin Drug, Soul Decision (2004)
- Astronaut, Duran Duran (2004)
- Glitter Girl *Evil Side*, MorissonPoe, Perfect Dark Zero Soundtrack (2005)
- Pearl Necklace, MorissonPoe, Perfect Dark Zero Soundtrack (2005)
- Hotel Room Service (sáng tác cho Pitbull) (2009)
- "Shady", Adam Lambert cùng Sam Sparro và Nile Rodgers Trespassing (2012)
- "Get Lucky", Daft Punk cùng Pharrell Williams và Nile Rodgers, Random Access Memories Daft Punk (2013)
- "Give Life Back to Music", Random Access Memories, Daft Punk (2013)
- "Lose Yourself to Dance" Random Access Memories, Daft Punk (2013)
- "Lay Me Down", Avicii cùng Adam Lambert và Nile Rodgers True, (2013)
- "What is Right", Chase & Status cùng Abigail Wyles và Nile Rodgers (2013)
- "Les Chansons De L'Innocence Retrouvée", Etienne Daho (2013)
- "Mandou Bem", Jota Quest cùng Nile Rodgers (2013)
- "Together", Disclosure, Sam Smith, Jimmy Napes và Nile Rodgers (2013)
- "Love Sublime", Tensnake cùng Nile Rodgers và Fiora (2013)
- "Do What You Wanna Do", Nile Rodgers (2014)
- "Le Freak Remix", Go ThinkBig cùng Nile Rodgers và Rudimental (2014)
- "Number 1", Mystery Skulls cùng Brandy và Nile Rodgers, Forever (2014)
- "Magic", Mystery Skulls cùng Nile Rodgers và Brandy, Forever (2014)
- "I'll Be There", CHIC cùng Nile Rodgers (2015)
- "Back In the Old School", CHIC cùng Nile Rodgers (2015)
- "The Other Boys", NERVO cùng Kylie Minogue, Jake Shears và Nile Rodgers, Collateral (2015)
- "Pressure Off", Duran Duran cùng Janelle Monáe và Nile Rodgers, Paper Gods (2015)
- "Boomerang", Emin cùng Nile Rodgers, (2015)

### Soundtrack
- Soup For One (1982)
- Alphabet City (1984)
- Coming to America (1988)
- Earth Girls Are Easy (1989)
- White Hot (1989)
- Beverly Hills Cop III (1994)
- Blue Chips (1994)
- Curdled (1996)
- Public Enemy (1999)
- Rise of Nations (2003) — trò chơi
- Halo 2 Soundtrack (2004) — trò chơi
- Conker: Live & Reloaded (2005) — trò chơi
- Perfect Dark Zero (2005) — trò chơi
- Halo 3 Soundtrack — trò chơi